# Liste der Kellergassen in Niederhollabrunn
Die Liste der Kellergassen in Niederhollabrunn führt die Kellergassen in der niederösterreichischen Gemeinde Niederhollabrunn an.
| Foto |                 | Kellergasse             | Standort                                        | Beschreibung |
| ---- | --------------- | ----------------------- | ----------------------------------------------- | --- |
| BW   | Datei hochladen | Hauptstraße             | KG: Bruderndorf Standort                        | Die Kellergasse liegt an einer Geländekante am Ostrand des Dorfs, an der östlichen Seite der Hauptstraße. Auf 200 Metern Länge befinden sich 22 Gebäude, davon 13 Keller, die durchwegs erneuerungsbedürftig oder verfallen sind. Nördlich davon befinden sich an der westlichen Seite der Hauptstraße einige wenige Keller an einer Geländekante. |
| BW   | Datei hochladen | Bei der Kirche          | KG: Haselbach Standort                          | Die beidseitige Kellergasse befindet sich in Grabenlage bei der Kirche. Auf 150 Metern Länge befinden sich 18 Gebäude, davon 16 Keller, teils in Schildmauerform, teils traufständig. Fast alle Keller sind erneuerungsbedürftig oder verfallen. |
| BW   | Datei hochladen | Güterweg Loidl          | KG: Niederfellabrunn Standort                   | Die einseitige Einzelkellergasse befindet sich an einer Geländekante an der nordwestlichen Ortsausfahrt. Auf 100 Metern Länge befinden sich elf Gebäude, davon neun mehrheitlich erneuerungsbedürftige Keller. |
| BW   | Datei hochladen | Praunsbergstraße        | KG: Niederfellabrunn Standort                   | Einige wenige Keller befinden sich an einer Geländekante an der nordöstlichen Ortsausfahrt. |
| BW   | Datei hochladen | Weinberggasse           | KG: Niederfellabrunn Standort                   | Die einseitige Einzelkellergasse befindet sich an einer Geländekante im südöstlichen Hintaus. Schmidbaur fand hier um 1990 auf 250 Metern Länge 27 Gebäude vor, davon 18 Keller (überwiegend traufständig; etwa die Hälfte erneuerungsbedürftig oder desolat), die übrigen Gebäude waren vorwiegend neuere Wohngebäude. Die älteste Datierung ist von 1791. Anmerkung: Mittlerweile dürften in diesem Bereich weitere Wohnbauten errichtet worden sein, so dass der Charakter als Kellergasse verlorengegangen ist. |
| BW   | Datei hochladen |                         | KG: Niederfellabrunn, Niederhollabrunn Standort | In der Ebene südlich von Niederfellabrunn bzw. nordwestlich von Niederhollabrunn befinden sich einige Keller: Die Keller, die sich auf gut 150 Metern Länge östlich eines etwa von Nord nach Süd verlaufenen Feldwegs befinden, liegen auf dem Gebiet der Katastralgemeinde Niederhollabrunn. Östlich davon befinden sich über etwa einen Hektar Fläche verteilt ein paar Keller auf dem Gebiet der Katastralgemeinde Niederfellabrunn.                                                                             |
| ja   | Datei hochladen | Bei der Kirche          | KG: Niederhollabrunn Standort                   | Die beidseitige Einzelkellergasse befindet sich in einem Graben westlich der Kirche. Auf 100 Metern Länge befinden sich zehn Keller in Schildmauerform, mehrheitlich erneuerungsbedürftig. |
| BW   | Datei hochladen | Brunnader               | KG: Niederhollabrunn Standort                   | An einer Geländekante am südlichen Ortsrand befinden sich drei Keller in Schildmauerform. |
| ja   | Datei hochladen | Kohlstatt               | KG: Niederhollabrunn Standort                   | Die beidseitige Einzelkellergasse befindet sich in einem Graben am südlichen Ortsrand. Auf 100 Metern Länge befinden sich 18 Gebäude, davon 16 Keller in unterschiedlichen Bauformen. Die Hälfte der Keller ist erneuerungsbedürftig. |
| BW   | Datei hochladen | Beim Gutshof Kühtreiber | KG: Streitdorf Standort                         | Die Kellergasse liegt einseitig in Hanglage nördlich vom Dorf. Auf 400 Metern Länge befinden sich 23 Keller in unterschiedlichen Bauformen, mehrheitlich erneuerungsbedürftig oder verfallen. |

| Foto:                    | Fotografie der Kellergasse (Gesamtheit). Klicken des Fotos erzeugt eine vergrößerte Ansicht. Daneben finden sich zwei Symbole: \| Weitere Bilder vorhanden \| Das Symbol bedeutet, dass weitere Fotos des Objekts verfügbar sind. Durch Klicken des Symbols werden sie angezeigt. \| \| Eigenes Foto hochladen \| Durch Klicken des Symbols können weitere Fotos des Objekts in das Medienarchiv Wikimedia Commons hochgeladen werden. \| |
| Name:                    | Bezeichnung der Kellergasse |
| Standort:                | Es ist die Katastralgemeinde (KG) angegeben. Durch Aufruf des Links Standort wird die Lage der Kellergasse in verschiedenen Kartenprojekten angezeigt. |
| Beschreibung             | Kurze Beschreibung der Kellergasse |
| Weitere Bilder vorhanden | Das Symbol bedeutet, dass weitere Fotos des Objekts verfügbar sind. Durch Klicken des Symbols werden sie angezeigt. |
| Eigenes Foto hochladen   | Durch Klicken des Symbols können weitere Fotos des Objekts in das Medienarchiv Wikimedia Commons hochgeladen werden. |